# Вайндорф, Дэйв
Дэвид (Дэйв) Альберт Вайндорф (англ. David «Dave» Albert Wyndorf, 28 октября 1956) — американский певец и музыкант, основатель и бессменный лидер стоунер-рок-группы Monster Magnet.

## Биография
Дэйв Вайндорф родился 28 октября 1956 года в Ред-Банке, небольшом городке округа Монмут в штате Нью-Джерси. Профессионально заниматься музыкой Вайндорф начал в 1980-е годы — музыкант тогда состоял в группе Shrapnel, которая, впрочем, не получила известности. В 1989 Дэйв, вместе с Тимом Кронином, Джон МакБейном, Джо Калландрой и Джоном Клейманом, создаёт коллектив Monster Magnet. Первоначально группа не имела коммерческого успеха, но с релизом в 1995 году альбома Dopes to Infinity ситуация изменилась и коллектив получает мировую известность. В 1998 Monster Magnet выпускают пластинку Powertrip, которая сделала группу одной из самых значимых в жанре стоунер-рок.
27 февраля 2006 года Вайндорф был госпитализирован из-за передозировки сильнодействующих лекарственных препаратов. В связи с этим предстоявшие концерты в Европе были отменены. Организаторы гастрольного тура оставили комментраий:
Борьба со своими личными демонами — это битва с самим собой, и любой из нас может с этим столкнуться. Такая борьба, порой, проходит в одиночестве и становится запутанной. Вечером 27 февраля Дэйв Вайндорф потерпел неудачу в своей борьбе и был госпитализирован в связи с передозировкой сильнодействующих препаратов. Мы ждём его восстановления. Мы просим, чтобы все те, кто на протяжении многих лет как-то сталкивался с ним или просто любит его музыку, воспользоваться моментом, чтобы пожелать всего наилучшего ему и его семье. С Божьей помощью и помощью тех, кто его любит, мы все уверены, что Дэйв оправится от этой неудачи и продолжит играть и создавать большой рок-н-ролл.
Оригинальный текст (англ.)The battle with one’s inner demons is the most personal fight any of us can undertake. The fight is at times a lonely, confusing journey. On the evening of February 27, Dave Wyndorf suffered a setback in his own fight and was hospitalized due to a drug overdose. His full recovery is expected. We ask that all those he has encountered over the years or simply affected by his music to take a moment to think good thoughts of and for him and his family. With the grace of God and those who love him we are all confident that Dave will rebound from this setback and continue to play and make great rock and roll.
К 2007 году музыкант полностью восстановился. В сентябрьском интервью Вайндорф рассказал британскому музыкальному журналисту Дэйву Лингу о его передозировке. Он заявил, что проблемы начались, когда он страдал от бессонницы во время гастролей. Вместо того, чтобы обратиться за помощью к психологам, Вайндорф начал использовать транквилизаторы. Дэйв пояснил, что его переживания уходили, но затем возвращались с новой силой. Музыкант начал увеличивать дозу, в результате чего и случилась передозировка.
Несмотря на то, что в текстах песен Monster Magnet довольно часто поднимается тема наркотиков, Дэйв Вайндоф неоднократно говорил о своём негативном отношении к наркомании. Музыкант также раскритиковал намерения легализовать некоторые виды наркотиков в США, назвав это «по-настоящему плохой затеей».

## Дискография
- 1991 — Spine of God
- 1993 — Superjudge
- 1995 — Dopes to Infinity
- 1998 — Powertrip
- 2000 — God Says No
- 2004 — Monolithic Baby!
- 2007 — 4-Way Diablo
- 2010 — Mastermind
- 2013 — Last Patrol
- 2014 — Milking the Stars: A Re-Imagining of Last Patrol